# Grün S
Brillantsäuregrün BS, auch Grün S, ist ein Triphenylmethanfarbstoff, der als Lebensmittelfarbstoff (E 142) verwendet wird.

## Eigenschaften
Grün S liegt als dunkelgrünes Pulver oder Granulat vor, das gut in Wasser und wenig in Ethanol löslich ist.

## Verwendung
Es findet Verwendung zum Färben von Lebensmitteln (Dosenerbsen) und Süßwaren (Pfefferminzfarbe) sowie Getränken, Kosmetika und Wolle, Leder und Papier. In den USA, Kanada, Japan und Norwegen ist es als Lebensmittelzusatzstoff verboten, obwohl der Körper es unverändert ausscheidet. In der EU ist es als E 142 als Farbstoff zugelassen.

## Toxikologie
Brillantsäuregrün wird vom Darm praktisch nicht resorbiert und innerhalb von 7 h ausgeschieden. Die EU-Kommission legte im Jahre 2001 eine Erlaubte Tagesdosis von 5 mg/kg Körpergewicht fest.